# 四十八手 (アダルト用語)

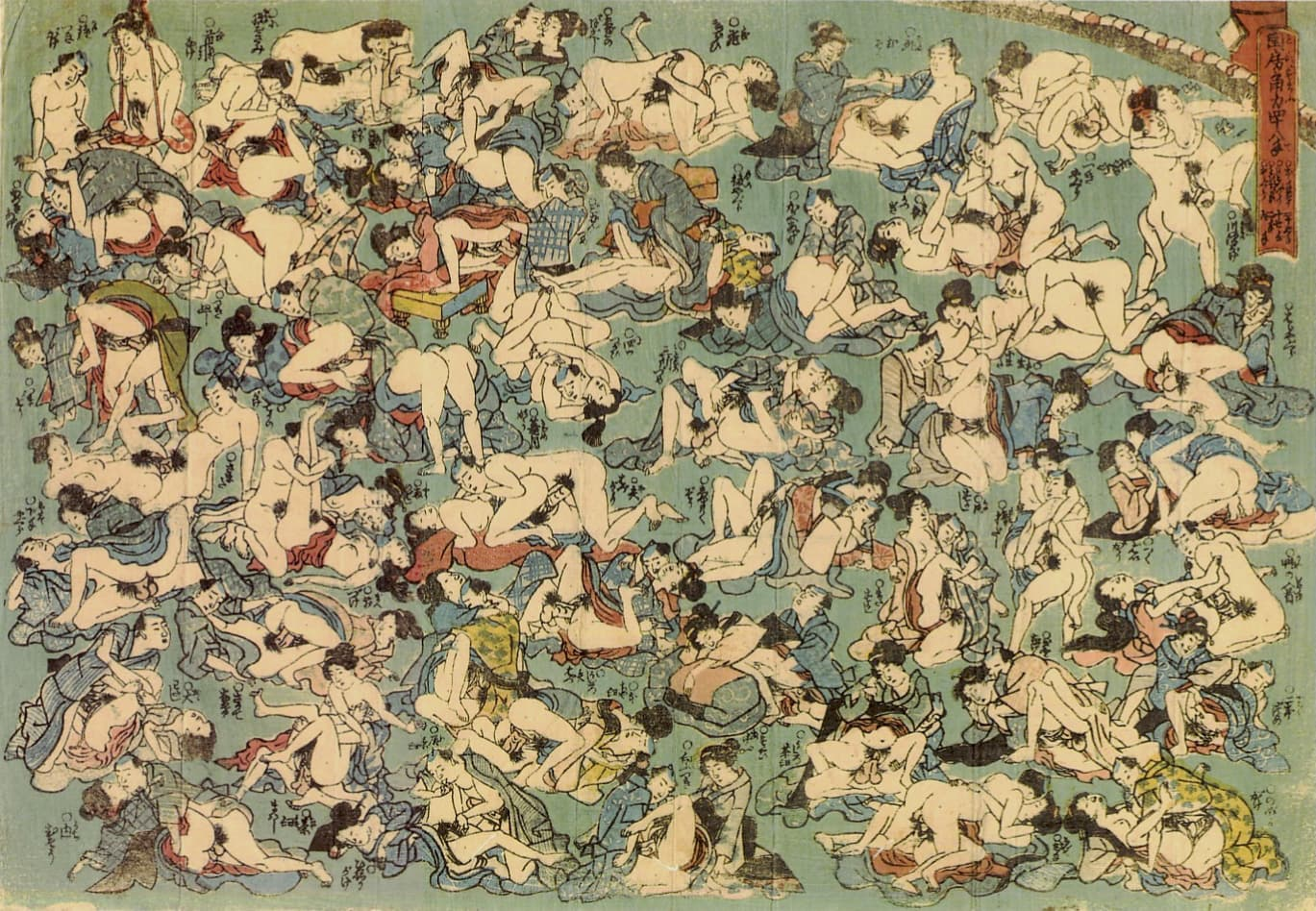
48の性交体位が描かれた春画（閨房角力四十八手）

四十八手（しじゅうはって）は、性行為における性交体位の種別を表したものである。江戸四十八手（えどしじゅうはって）とも呼ばれる。この言葉は日本の江戸時代において名付けられたとみられる。表裏合わせて九十六手（きゅうじゅうろくて）ともいわれる。

## 概説
決まり手のような名称を付けて各種の性交体位を定義したものである。日本の伝統的な性交体位の概念である。名称については日本語圏において成立したため、同じ体位でも他の言語圏とは異なる名称が付いている場合が多い。
諸説あるものの、由来は浮世絵師・菱川師宣が描いた春画『恋のむつごと四十八手』とされる。男女の体位については平安時代の『医心方房内』や室町時代の『黄素妙論』などで記述されていたものの、一般にも広めたいと考えた菱川師宣は吉原の遊女と客の様子を素描するなど研究し、1679年（延宝7年）、『表四十八手』は推定300部を製本、再販分から『恋のむつごと四十八手』とタイトルを改め広まった。これは相撲の決まり手が四十八手と呼ばれるより前のことだったという。
四十八手の内容については選者によりその時代から名称、体位ともに固定されておらず、その後の時代に合わせても追加、統合などが行われている。

## おもな四十八手
以下、『夢枕艶房秘書』（東京美術出版）をベースに筆致。
1. 網代本手（あじろほんて）
正常位。
2. 揚羽本手（あげはほんて）
正常位。今で言う「だいしゅきホールド」に近い。
3. 筏本手（いかだほんて）
正常位。
4. 鶺鴒本手（せきれいほんて）
正常位。
5. 寿本手（ことぶきほんて）
正常位。
6. 洞入り本手（ほらいりほんて）
変形の正常位。
7. 笠舟本手（かさふねほんて）
膝を抱え込んでの正常位。
8. 深山本手（みやまほんて）
正常位。
9. 入船本手（いりふねほんて）
男性が座位の正常位。
10. 唐草居茶臼（からくさいちゃうす）
座位。
11. 忍び居茶臼（しのびいちゃうす）
座位。文献によっては櫓がけとも呼ばれる。
12. 濵千鳥（はまちどり）
女性は正常位。男性は半身で側位。
13. 横笛（よこぶえ）
側位。
14. 零れ松葉（こぼれまつば）
交差式側位。
15. 菊一文字（きくいちもんじ）
交差式側位。
16. 浮橋（うきはし）
側位。
17. 八重椿（やえつばき）
交差位。
18. 燕返し（つばめがえし）
交差位。
19. 卍崩し（まんじくずし）
交差位。
20. 出船後ろ取り（でふねうしろどり）
後背位。
21. 潰し駒掛け（つぶしこまかけ）
後背位。
22. 本駒掛け（ほんこまかけ）
後背位。男性側は座位。
23. 〆込み錦（しめこみにしき）
後背座位。
24. 〆込み千鳥（しめこみちどり）
男性が寝る後背座位。
25. 後櫓（うしろやぐら）
後背位。いわゆる立ちバック。
26. 亂れ牡丹（みだれぼたん）
背面座位
27. 本茶臼（ほんちゃうす）
密着座位。
28. 筏茶臼（いかだちゃうす）
伸長位
29. 時雨茶臼（しぐれちゃうす）
騎乗位
30. 機織茶臼（はたおりちゃうす）
騎乗位
31. 御所車（ごしょぐるま）
変形の交差位。
32. 月見茶臼（つきみちゃうす）
変形の背面座位。
33. 寶船（たからふね）
交差位
34. 唐竹割（からたけわり）
伸長位。
35. 笧（しがらみ）
伸長位。
36. 筏崩し（いかだくずし）
伸長位。
37. 廓繋ぎ（くるわつなぎ）
交差位。
38. 蜉蝣（かげろう）
女性上位の変則位。
39. 砧（きぬた）
臀部を合わせる変則位。
40. 狂ひ獅子（くるいしし）
結合部を見せ合う体位。
41. 花菱責め（はなびしせめ）
クンニリングス
42. 尺八（しゃくはち）
フェラチオ
43. 椋鳥（むくどり）
男性上位のシックスナイン。
44. 白光錦（びゃっこうひしき）
手マン。
45. 逆さ椋鳥（さかさむくどり）
女性上位のシックスナイン
46. 二ツ巴（ふたつどもえ）
側位でのシックスナイン。
47. 立鼎（たちかなえ）
立位。別名：鯉の滝登り
48. 櫓立ち（やぐらだち）
立位。別名：駅弁。

## おもな裏四十八手
1. 俵抱き本手(たわらだきほんて)
2. 浮島本手(うきしまほんて)
3. 釣瓶落し(つるべおとし)
4. 達磨返し(だるまがえし)
5. 地藏抱き(じぞうだき)
6. 鳴門後ろ取り(なるとうしろどり)
7. 交喙取り(いすかどり)
8. 裾野(すその)
9. 座禪転がし(ざぜんころがし)
10. 押し車(おしぐるま)
11. 花あやめ(はなあやめ)
12. 下り藤(くだりふじ)
13. 流鏑馬(やぶさめ)
14. 鵯越え(ひよどりごえ)
15. 八つ橋(やつはし)
16. 丁字引き(ちょうじびき)
17. 巣ごもり(すごもり)
18. 虹の懸橋(にじのかけはし)
19. 絞り芙蓉(しぼりふよう)
20. 岩淸水(いわしみず)
21. 白光錦 (びゃっこうにしき)
22. 花葵責め (はなびしぜめ)
23. 内枠 (うちわく)
24. 八重椿 (やえつばき)
25. 唐竹割り (からたけわり)
26. 浜千鳥 (はまちどり)
27. 網代本手 (あじろほんて)
28. 揚羽本手 (あげはほんて)
29. 富車 (とみぐるま)
30. 襷がけ (たすきがけ)
31. 壽本手 (ことぶきほんて)
32. 笹舟本手 (ささぶねほんて)
33. 洞入り本手(どういりほんて)
34. せきれい本手
35. 横取り (よこどり)
36. 鴨の入首 (かものいりくび)
37. つぶし駒掛け (つぶしこまがけ)
38. しき小股 (しきこまた)
39. 月見茶臼 (つきみちゃうす)
40. 〆込み千鳥 (しめこみちどり)
41. 〆込み錦 (しめこみにしき)
42. 後ろづけ (うしろづけ)
43. 後ろ矢筈 (うしろやはず)
44. 立て膝とり (たてひざとり)
45. 忍び居茶臼 (しのびいちゃうす)
46. 下り藤(くだりふじ/さがりふじ)
47. 茶臼がらみ (ちゃうすがらみ)
48. 突き回し (つきまわし)
49. 抱えどり (かかえどり)
50. 卍崩し (まんじくずし)
51. 逆手からみ (さかてからみ)
52. 座禅ころがし (ざぜんころがし)
53. 虹の架け橋 (にじのかけはし)
54. 筏茶臼 (いかだちゃうす)
55. 反り観音 (そりかんのん)
56. 織り茶臼 (おりちゃうす)
57. 本茶臼 (ほんちゃうす)
58. 横笛 (よこぶえ)
59. 八つ橋 (やつはし)
60. 櫓立ち (やぐらだち)
61. 砧 (きぬた)
62. 巣篭もり (すごもり)
63. 零松葉 (こぼれまつば)
64. 松葉反り (まつばぞり)
65. イスカとり (いすかとり)
66. 番外(ばんがい)

## その他

### クンニリングス
- 寄り添い
- 鶯の谷渡り
- 立ち花菱←寝ると、花菱攻め
- 岩清水
- 鵯越えの逆落とし

### フェラチオ
- 雁が首
- 千鳥の曲
- 吊り橋
- 松葉崩し
- テコがかり

### 腰高位
- 後櫓
- 鵯越え
- 碁盤攻め・将棋攻め
- 仏壇返し
- つばめ返し
- 抱き上げ
- 押し車

### 腰吊位
- 立ち松葉

### 対面座位
- 獅子舞
- 首引き恋慕（紐付き）
- 帆かけ茶臼
- 唐草居茶臼
- 忍び居茶臼
- 抱き地蔵（椅子横座り）←椅子に座らない場合は、虹の架け橋

### 後背座位
- 本駒駆け
- しぼり芙蓉
- 乱れ牡丹（亂れぼたん）
- 鳴門（鳴門うしろ取り）
- こたつかがり
- 手がけ
- 浮橋

### 男性上位・女性上位
- 百閉（中国の体位）
- 茶臼のばし・筏茶臼
- 本茶臼

### 騎乗位
- 流鏑馬
- 時雨茶臼
- 機織茶臼
- 月見茶臼
- 宝船（寶船）
- 御所車
- ヨシムラ=見せつけ女房―V字開脚騎乗位。AV男優ヨシムラが考え出した「49手」目の体位。

### 側臥位=側位
- 菊一文字

### 仰臥位
- 撞木ぞり―大相撲にも同名の「決まり手」がある
- 窓の月
- こぼれ松葉
- 横笛

### 立交位＝立位
- 立ち鼎
- 櫓立ち（やぐら立ち）

### SM
- 理非知らず

## 関連書籍
- 白倉敬彦 『恋のむつごと四十八手 - 春画を読む』 平凡社〈平凡社新書 514〉、2010年3月。ISBN 978-4-582-85514-2。
- 白倉敬彦 『春画で読む江戸の色恋 - 愛のむつごと「四十八手」の世界』 洋泉社、2011年10月。ISBN 978-4-86248-820-6。
- 白倉敬彦 『春画の色恋 - 江戸のむつごと「四十八手」の世界』 講談社〈講談社学術文庫〉、2015年9月14日。ISBN 978-4-06-292319-4。
- 永井義男 『江戸の性語辞典』 朝日新聞出版〈朝日新書 484〉、2014年10月。ISBN 978-4-02-273584-3。
- 夢枕艶房秘考（性戯四十八手裏表絵解説）東京美術出版、平成6年刊